# Slag bij Oenophyta
De Slag bij Oenopytha vond plaats in 457 v.Chr. tijdens de Eerste Peloponnesische Oorlog. Tijdens de slag zou Athene een overwinning behalen op Boeotië en zijn bondgenoten.
Tijdens deze periode, tussen de Perzische Oorlogen en de Peloponnesische Oorlog, ontstonden allianties en hielden andere op te bestaan, ook al waren er heel weinig echte gevechten. In 457 v.Chr. ontstond er een conflict tussen Athene, leider van de Delische Bond, en Sparta, leider van de Peloponnesische Bond, over Megara. Twee maanden voor de Slag bij Oenophyta, was Athene verslagen door Sparta tijdens de Slag bij Tanagra, maar Sparta had zoveel soldaten verloren dat ze niet konden profiteren van hun overwinning.
De Atheners, die 14.000 soldaten hadden in Tanagra, hergroepeerden na het gevecht en marcheerden naar Boeotië. Bij Oenopytha versloegen ze, onder leiding van Myronides, de Boeotiërs, vernietigden ze de stadswallen van Tanagra en plunderden ze Locrida en Phocis. Hun overwinning bij Oenopytha maakte het mogelijk om Aegina te verslaan, later op het jaar, en om de bouw van de Lange Muren met Piraeus te voltooien, dit zeer tegen de zin van Sparta.
Athene bleef Boeotië controleren tot 447 v.Chr., toen ze verslagen werden bij de Slag bij Coronea.